# Дешенмень

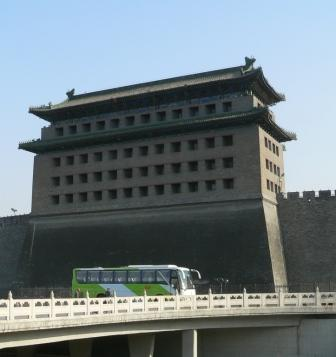

Дешенмень (кит. спр. 德胜门, піньїнь: Déshèngmén — «Брама перемоги чеснотою») — назва воріт фортеці в північній частині колишнього Пекінського муру. Ширина цієї фортечної споруди становила 31 м, а глибина — 16 м; висота надбрамної вежі досягала 36 м. Барбакан мав ширину 70 м і глибину 118 м. З внутрішньої сторони майже всіх воріт Пекіна перебували кумирні, присвячені  Гуань Юю, лише біля внутрішніх сторін воріт Аньдінмень і Дешенмень були кумирні, присвячені богу Сюаньу.

## Історія
Ці ворота існували ще в мурі Ханбалика, і називалися Цзяньдемень. Після вигнання монголів ворота перейменовані в Дешенмень, символізуючи, що династія Мін здобула перемогу завдяки своїй доброчинності. У зв'язку з тим, що «дешен» можна записати ще й ієрогліфами «得胜», які дають зрозуміти «досягти перемоги», то через ці ворота йшли з міста війська в військові походи. Комплекс укріплень кріпаків воріт складався з воріт, стрілецької вежі та барбакана.
У 1915 знесений барбакан. У 1921 знесли вежу міських мурів.
У 1955 знесені мури. У зв'язку з тим, що комплекс укріплень Дешенмень був витягнутий по осі північ-південь набагато більше, ніж комплекс укріплень Аньдінмень, то стрілецька вежа Дешенмень перебувала на 50 м на північ від, ніж стрілецька вежа Дешенмень, і не заважала прокладці залізничних шляхів, тому її зносити не стали.
У 1979 стрілецька вежа, що збереглася, була оголошена охоронюваним пам'ятником.
В даний час навколо Дешенмень розташована транспортна розв'язка, завдяки якій Друга кільцева автодорога Пекіна з'єднується з швидкісною дорогою "Бадалін". Від 2-го кільця всередину міста в цьому місці йде проспект Дешенмень нейдацзе («Проспект, що йде всередину від Дешенмень»), а назовні — Дешенмень вайдацзе («Проспект, що йде назовні від Дешенмень»).